# Àureo Bis Mas de Xaxars
Àureo Bis Mas de Xaxars   (Barcelona, 23 de novembre de 1862 - Barcelona, 19 d'agost de 1907) va ser un arquitecte català. La seva obra arquitectònica, majoritàriament cases particulars, figura entre l'extensa producció d'edificis per a burgesos de Barcelona i voltants de finals del segle xix i principis del xx, coincidint amb la construcció de l'Eixample i l'annexió de municipis veïns com Sant Gervasi de Cassoles o Gràcia. Aquesta arquitectura burgesa recull, en un estil eclèctic, les tendències artístiques del moment com el neoclassicisme, l'historicisme, el romanticisme, el neogòtic i el modernisme.

## Vida
Fill d'Andreu Avel·lí Bis i Petit, tinent d'alcalde i conseller de l'Ajuntament de Barcelona, i d'Àurea Mas de Xaxars i Rosés, amb el seu únic germà Domènec, pertanyia a la nova burgesia barcelonina del segle xix. Vivia a la Dreta de l'Eixample, al primer pis del número 6 del carrer de Roger de Llúria. Va contraure matrimoni amb Modesta Planella Ferrer, amb la que va tenir tres fills: Andreu Avel·lí Bis i Planella, que fou alcalde de Sant Felíu de Codines entre 1939 i 1940, Josep Maria Bis i Planella i Carme Bis i Planella.
Aficionat al ciclisme i la seva dedicació a la beneficència el situen com un home propi del seu temps, participant en els cercles i ambients socials habituals de la burgesia. Pel que fa al ciclisme, l'any 1901 és nomenat Delegat al Congrés de la Unión Velocipédica Española (UVE) i participa com a jutge de diverses proves de ciclisme, incloent les proves de 50 quilòmetres organitzades per la UVE l'abril de 1901. En el camp de la beneficència, és voluntari de la Creu Roja des de 1895 fins a la seva mort. Va ser nomenat vicepresident primer de la Comissió Provincial de la Creu Roja el 1906, un any abans de la seva defunció.
Era un home humil que tractava amb el mateix respecte a aquells que estaven per damunt d'ell en el rang professional com aquells que estaven per sota, per la qual cosa tothom li tenia molta estima. Entre les seves amistats destaca Gabriel Borrell, company en els estudis d'Arquitectura i amic durant la resta de la seva vida, fins al punt que va ser aquest qui va redactar la nota necrològica que l'Anuari de l'Associació d'Arquitectes li va dedicar l'any de la seva mort.
Va morir al seu domicili el 19 d'agost de 1907 a conseqüència d'una congestió i hemorràgia cerebral, sense haver mostrat abans cap símptoma de malaltia quan tenia 44 anys.

### Trajectòria acadèmica i professional
Ca cursar 'Ensenyament Professional de Dibuix, Pintura, Escultura i Gravat' a l'Escola de la Llotja durant els anys 1879 i 1880. Posteriorment, va començar els estudis d'arquitectura a l'Escola d'Arquitectura de Barcelona, d'on va rebre el títol d'arquitecte el 1889.
L'octubre de 1889 va ser nomenat Cap Subaltern del Cos de Bombers de Barcelona, càrrec que va ocupar fins a la seva mort. Va exercir aquest càrrec, com tot allò que feia, amb un gran compromís i força de voluntat, sense regatejar sacrificis per a acudir amb prestesa als incendis. A més era molt apreciat entre els membres del Cos de Bombers. El 22 d'abril de 1893 va ser nomenat arquitecte municipal de Sant Gervasi de Cassoles, llavors municipi independent. En possessió d'aquest càrrec va realitzar múltiples obres municipals i per a particulars. El 1897, quan Sant Gervasi es va annexionar a la ciutat de Barcelona, va ser nomenat ajudant de les oficines de Serveis Viaris de l'Ajuntament de Barcelona, càrrec que va ocupar fins a la seva mort i on va treballar en diferents seccions, va ser interí a la prefectura de la secció de parcel·les i va realitzar importants projectes.
Des dels inicis la seva vida professional va estar caracteritzada per la coexistència de la seva activitat com a arquitecte i el seu càrrec en el Cos de Bombers de Barcelona.

## Obra

### Com a dibuixant i dissenyador

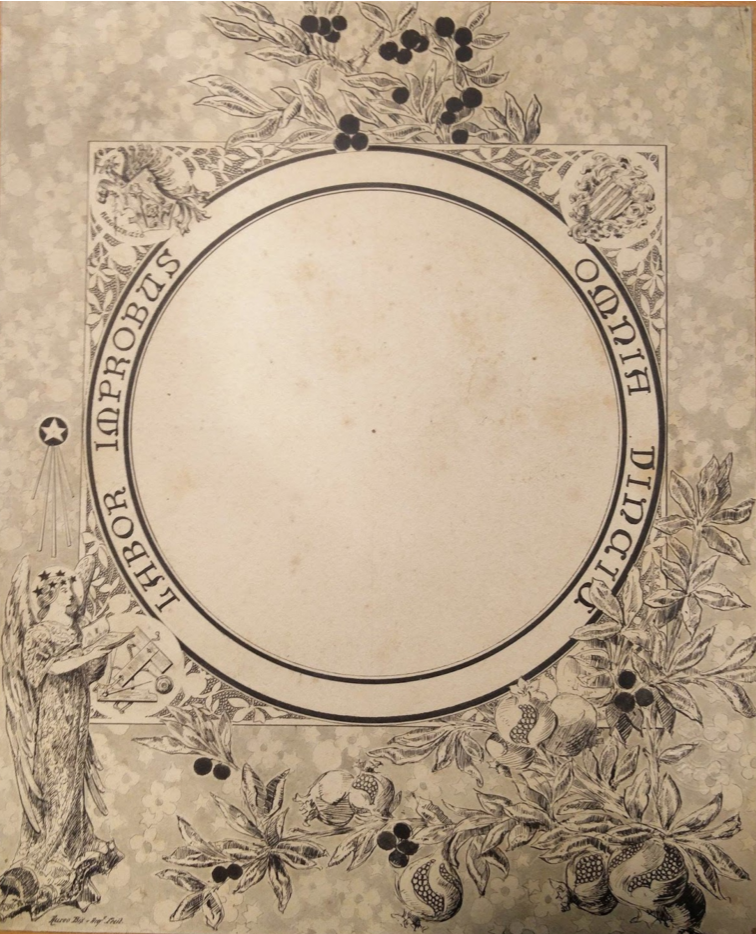
Gravat d'Aureo Bis. Amb aquest disseny s'emmarcaven els retrats dels presidents de l'Associació d'Arquitectes de Catalunya en les orles.

Partint de la formació acadèmica pictòrica rebuda a l'Escola de la Llotja el 1879 i 1880, Aureo Bis Mas de Xaxars realitzarà diferents projectes de dibuix i disseny. Tenia una gran afició i aptitud amb el llapis i la ploma, distingint-se els seus dibuixos per la seva netedat i puresa de línies, cosa que s'aprecia també en els seus plànols d'arquitectura. A més tenia facilitat de concebre tota classe de motius decoratius i sentia intuïtivament l'harmonia dels colors dels seus dissenys i composicions. Feia eventualment portades de llibres, pergamins, targetes, il·lustració de revistes, mobles i altres objectes artístics, fins i tot va exposar alguna pintura. Tanmateix, les úniques referències concretes de les seves obres d'aquest tipus que es coneixen són les següents:
- El seu disseny de la bandera, l'escut i l'uniforme del Cos de Bombers de Barcelona guanyarà el concurs realitzat entre membres de les oficines municipals.[13]
- El 1897 va dissenyar una placa honorífica de plata que la Comissió de l'Associació de la Creu Roja, integrada per ell mateix i per Joan Maluquer i Viladot, lliuraria a Josep Comas i Masferrer, delegat provincial de l'Associació de la Creu Roja, com a testimoni a la seva dedicació a aquesta.[14]
- Va realitzar un gravat amb motius vegetals i florals, que era usat per a emmarcar els retrats dels presidents de l'Associació d'Arquitectes de Catalunya en les orles.[15]

### Com a arquitecte
En possessió de tots dos càrrecs com a arquitecte va realitzar tant obres municipals com obres per a particulars. Entre les obres municipals destaquen:
- L'aixecament del plànol general de Sant Martí de Provençals.
- L'aixecament del plànol de la part alta de Sant Gervasi fins al Tibidabo.
- El projecte de la Carretera del Carmel a la Travessera de Dalt o Plaza de la Font Castellana.
- El projecte d'urbanització dels terrenys de la plaça Josepets (actual plaça Lesseps)[16]

Tanmateix, la seva obra és més extensa en l'àmbit de les obres per a particulars. Va fer els rafals i les tanques de molts solars, els plànols d'emplaçament de diversos edificis residencials de l'Eixample i altres barris de Barcelona i reformes de façana d'uns quants més. A més d'aquestes intervencions menors, les seves obres són les que es mostren en la següent taula: 
| Any  | Edifici                                                                        | Població                                               | Ubicació                                                                | Notes | Estat | Imatge |
| ---- | ------------------------------------------------------------------------------ | ------------------------------------------------------ | ----------------------------------------------------------------------- | --- | --- | ------ |
| 1892 | Casa particular (propietat de Magín Mir)                                       | Barcelona (Antic municipi de Sant Gervasi de Cassoles) | Antic carrer Mina, a la part posterior del carrer Diputació, número 70. | | Inexistent |        |
| 1893 | Escola pública                                                                 | Barcelona (Antic municipi de Sant Gervasi de Cassoles) | Carrer Santaló                                                          | L'edifici constava de tota una zona destinada a ser l'espai de l'escola, a la part dreta; i tota una altra part que constava d'un saló, una sala, un dormitori, una cuina, una cambra i un pou, a la part esquerra. | Desconegut |        |
| 1895 | Casa particular                                                                | Barcelona (Antic municipi de Gràcia)                   | Carrer Diluvi                                                           | Casa particular de tres pisos. Aureo Bis Mas de Xaxars es va ocupar de la façana i la planta dels pisos. | Inexistent |        |
| 1897 | Pisos particulars (propietat de J. Roig)                                       | Barcelona                                              | Antic carrer Ample amb carrer Sant Felip                                | Aureo Bis Mas de Xaxars es va ocupar de la façana i la planta dels pisos. | Desconegut |        |
| 1898 | Casa particular (propietat de José Monso)                                      | Barcelona                                              | Carrer Ferran Puig                                                      | Aureo Bis Mas de Xaxars es va ocupar dels plànols dels pisos i la façana | Desconegut |        |
| 1899 | Casa particular (propietat de Magí Campmany)                                   | Barcelona                                              | Carrer Jesús i María amb carrer Vendrell                                | Aureo Bis Mas de Xaxars es va encarregar de la façana i la planta dels pisos | Inexistent |        |
| 1899 | Casa particular (propietat de Francesc Ponsà)                                  | Barcelona                                              | Carrer Dominics, 10                                                     | Aureo Bis Mas de Xaxars es va encarregar de la façana i la planta dels pisos | S'ha construït un edifici en el seu lloc, però la planta baixa manté part de l'estructura de la façana original                                                                                         |        |
| 1899 | Casa particular                                                                | Barcelona                                              | Carrer Progrés                                                          | Aureo Bis Mas de Xaxars es va encarregar de la façana i la planta dels pisos | Inexistent |        |
| 1899 | Casa particular (propietat de Josefa Ràfuls Mas)                               | Barcelona                                              | Carrer Vendrell 13, amb carrer Dominics                                 | Aureo Bis Mas de Xaxars es va encarregar de la planta i la façana de la casa. | Es conserva intacta l'estructura de l'edifici. Tanmateix la major part de la decoració d'estuc que va dissenyar Bis no es conserva ja en la façana. Actualment acull la petita escola infantil Decroly. |        |
| 1900 | Casa particular (propietat de Josep Sanromá)                                   | Barcelona                                              | Carrer Hurtado                                                          | Aureo Bis Mas de Xaxars es va encarregar de la façana i la planta dels pisos | Desconegut |        |
| 1901 | Casa Cascante                                                                  | Badalona                                               | Carrer Canonge Baranera, 115                                            | Bé Cultural d'Interès Local de Badalona. Concebut com la segona residència d'una família barcelonina. Barreja trets estilístics neoromànics i romàntics amb elements neogòtics a la façana, amb un aire precedent del modernisme de l'època. Des de 1936 va ser la seu de la Cambra Oficial de Propietat Urbana de Badalona | Renovat l'exterior i l'interior, acull actualment un restaurant |        |
| 1901 | Can Busquets o Casa Josep Busquets (propietat de la família Busquets - Galera) | Badalona                                               | Carrer Sant Felip i de Rosés, 41- 43                                    | Habitatge unifamiliar "a l'anglesa". Façana principal modernista d'un esteticisme neogòtic. | L'exterior de l'edifici es manté pràcticament igual respecte als plànols de l'arquitecte |        |
| 1903 | Capella                                                                        | Barcelona                                              | Carrer Santaló, 72                                                      | Aureo Bis Mas de Xaxars es va encarregar de la planta, la façana i les seccions de la capella | En el mateix emplaçament està situada una capella amb diferent façana |        |
| 1905 | Casa Joan Gelat                                                                | Barcelona                                              | Carrer Septimània, 54/ carrer Saragossa, 92                             | | Reformat per dins i per fora. |        |
| 1905 | Casa Jordi Cuixart                                                             | Barcelona                                              | Carrer Saragossa, 94                                                    | | Enderrocada |        |
| 1906 | Dues cases particulars annexes (propietat de Josep Marimón)                    | Barcelona                                              | Carrer Romaní amb Baixa de Gironella                                    | Les cases constaven d'un pis superior. La part posterior de la planta baixa havia de servir d'habitatge, i donava a un jardí situat en la part de darrere dels edificis. Mentre que la part immediatament anterior havia de servir de botiga.                                                                               | Desconegut |        |
| 1907 | Casa Mercè Cortina                                                             | Barcelona                                              | Avinguda República Argentina, 82                                        | Declarat Béns amb elements d'interès(C). | L'exterior de l'edifici es manté pràcticament igual respecte als plànols de l'arquitecte |        |

### Estil
L'obra d'Aureo Bis il·lustra el gust eclèctic característic de l'arquitectura de finals del segle XIX a Catalunya, que barrejava els estils historicista, neoclàssic, neogòtic i modernista. La seva formació pictòrica es pot apreciar en el gust pels guarniments vegetals i florals d'estuc que molts dels seus edificis tenen sobre la seva funcional i bàsica forma polièdrica. Sovint dissimula la forma rectangular de finestres i façanes amb marcs o encapçalaments curvilinis, també d'estuc, d'influència Art Nouveau i modernista. Alguns dels seus edificis també experimenten amb finestres d'un estil neogòtic o capes de dissimulat relleu de maons que recorden a l'arquitectura medieval. Es tracta d'un arquitecte molt decorativista, que segueix sempre la mateixa línia estilística que l'extensa producció arquitectònica del seu temps.
Cal destacar que mentre la majoria de les seves obres se situen principalment en l'actual districte de Sarrià-Sant Gervasi, Gràcia o la Dreta de l'Eixample, veiem com també realitza dues obres importants a Badalona que denoten influència modernista. Per això, és un exemple de l'expansió del modernisme de la ciutat de Barcelona, el seu centre principal, cap als municipis perifèrics pròxims, on proliferarà aquest modernisme més comú, no definit per la singularitat dels arquitectes destacats des del discurs historiogràfic de l'art (com Antoni Gaudí, Domènech i Montaner o Puig i Cadafalch).
Podem pensar que la seva ràpida defunció als 44 anys va suposar el final d'una carrera que encara hauria pogut donar molt de si, ampliant una ja extensa producció i potser adquirint un lloc més destacat dins de la historiografia de l'art català.